# Der scharlachrote Pirat
Der scharlachrote Pirat (Originaltitel: Swashbuckler) ist ein Piratenfilm von James Goldstone aus dem Jahr 1976. Der Film basiert auf dem Roman „The Scarlet Buccaneer“ von Paul Wheeler, das Drehbuch schrieb Jeffrey Bloom.

## Handlung
Der Film beginnt mit einem Prolog, in dem behauptet wird, dass vor langer Zeit die europäischen Kolonien von Despoten beherrscht worden seien, die dem Volk Macht und Reichtum stahlen. Ein Beispiel dafür war im Jahre 1718 Lord Durant auf Jamaika. Piraten und Freibeuter, die sich in der Karibik aufhielten, waren demgegenüber Feinde dieser Tyrannen und Volkshelden, wie zum Beispiel Ned Lynch, der Kapitän eines Piratenschiffes.
Zu Beginn des Filmes rettet Ned Lynch seinen Freund Nick Debrett in einer spektakulären Rettungsaktion vom Galgen. Danach hilft er Jane Barnet, ihren Vater aus den Fängen von Lord Durant zu retten. Lord Durant führt ein dekadentes Leben und behandelt seine Untergebenen herablassend und teilweise sadistisch. Nick stellt Ned auf dem Markt seinen Freund Cudjo vor. Am Abend trifft Jane Ned in einem Wirtshaus. Als sie an einer anderen Frau eine Kette entdeckt, die vorher ihr gehört hat und von Ned geraubt und verschenkt worden ist, kommt es zwischen Jane und der Frau zu einer Auseinandersetzung, die in eine Schlägerei und in einen Säbelkampf mit der Kavallerie ausartet. Ein Soldat versucht Jane zu vergewaltigen, daraufhin ersticht sie ihn aus Notwehr. Ned gelingt es mit Jane aus dem Tumult zu fliehen, dabei folgt ihnen Nick. Nachdem sie aus dem Wirtshaus geflohen sind, liefern sie sich eine Verfolgungsjagd mit der Kavallerie auf einer mit Bananen beladenen Kutsche. Es gelingt ihnen, die Verfolger abzuschütteln, indem sie auf eine Klippe zureiten, von der sie ins Meer springen. Dort werden sie von Neds Schiff aufgesammelt.
Obwohl sich Ned in Jane verliebt hat, wirkt dieser auf sie zunächst unsympathisch. Da sie jedoch einen Soldaten getötet hat, ist es für sie nicht mehr möglich zurückzukehren. Als sie an Land kommen, liefert sie sich mit Ned ein Duell, das sie jedoch verliert. Danach begibt sich Jane zu Willard Culverwell. Als sie von ihm erfährt, dass Lord Durant vorhat, seine Kriegsgefangenen zu töten, möchte sie Ned um Hilfe bitten. Diesem verspricht sie 10 000 Dublonen, wenn er Lord Durant besiegen kann.
Sie versuchen zunächst Lord Durant in eine Falle zu locken, indem sie Lord Durants Lager übernehmen und die Mitarbeiter als Geiseln nehmen. Vor der Verladung seiner Schätze auf sein Schiff besucht Lord Durant das Lager. Ned hat sich mit einer Perücke und Uniform verkleidet und gibt sich als Lagerverwalter aus. Durch ein Missgeschick Janes misslingt der Versuch, Lord Durant zu töten. Jane wird gefangen genommen, Ned und Nick können jedoch fliehen.
Ned und Nick bitten Cudjo um Hilfe, der die Idee hat, dass die Stadtbewohner in der Nacht als Gaukler verkleidet Jane aus dem Gefängnis befreien. Es gelingt ihnen ins Gefängnis einzudringen und dank des dressierten Affen Polanskis die Schlüssel der Gefängniszellen von einem schlafenden Gefängniswärter zu holen. Anschließend befreien sie alle Gefangenen und sprengen das Gefängnis.
Zum Schluss dringen sie in Lord Durants Palast ein. Dort kommt es zum Duell zwischen Durant und Ned Lynch. Dieser versucht, nach dem Kampf der Situation zu entkommen, indem er einen Herzanfall vortäuscht und so Ms. Barnet zu sich zu locken, um sie als Geisel zu nehmen. Nachdem ihm das gelungen ist, sieht Ned Lynch nur eine Chance und wirft seine Waffe, woraufhin Lord Durant tödlich getroffen vom Balkon stürzt und in seine Fluchtkutsche fällt, die unten auf ihn gewartet hatte.

## Sonstiges
- Gedreht wurde der Film in den Universal Studios und Puerto Vallarta, Mexiko. Das verwendete Piratenschiff war ein Nachbau der Golden Hinde von Sir Francis Drake.

- Der englischsprachige Originaltitel Swashbuckler („Säbelrassler“ oder „Haudegen“) nimmt Bezug auf den filmischen Archetyp „Swashbuckler“.

- Die Figur des polnischstämmigen Polanski heißt in der Originalfassung Polonski.

## Kritiken
„Turbulent-bewegter Piratenfilm alten Stils. In den optischen und sprachlichen Details mit Derbheiten überflüssig modernisiert.“